# Gare de Lathus
La gare de Lathus est une gare ferroviaire française de la ligne de Mignaloux - Nouaillé à Bersac, située au bourg de Lathus sur le territoire de la commune de Lathus-Saint-Rémy dans le département de la Vienne en région Nouvelle-Aquitaine.
Elle est mise en service en 1867 par la Compagnie du chemin de fer de Paris à Orléans (PO).
C'est une halte voyageurs de la Société nationale des chemins de fer français (SNCF) du réseau TER Nouvelle-Aquitaine desservie par des trains régionaux.

## Situation ferroviaire
Établie à 180 mètres d'altitude, la gare de Lathus, est située au point kilométrique (PK) 401,403 de la ligne de Mignaloux - Nouaillé à Bersac entre les gares ouvertes de Montmorillon et du Dorat. En direction du Dorat, s'intercale la gare fermée de Thiat - Oradour.

## Histoire
La gare de Lathus est mise en service le 23 décembre 1867 par la Compagnie du chemin de fer de Paris à Orléans (PO), lorsqu'elle ouvre à l'exploitation sa ligne de Poitiers à Limoges. Elle est située au nord du bourg centre de la commune de Lathus.
La commune de Lathus fusionne avec celle de Saint-Remy-en-Montmorillon en 1973, la nouvelle commune est nommée Lathus-Saint-Rémy en 1978.
En 2022, selon les estimations de la SNCF, la fréquentation annuelle de la gare était de 1 013 voyageurs.

## Service des voyageurs

### Accueil
Halte SNCF, c'est un point d'arrêt non géré (PANG) à accès libre.

### Dessertes
Lathus est une halte régionale SNCF du réseau TER Nouvelle-Aquitaine, elle est desservie par des trains TER de la relation Limoges-Benedictins - Poitiers.

### Intermodalité
Le stationnement des véhicules est possible sur une partie de l'ancienne place de la gare.

## Patrimoine ferroviaire
L'ancien bâtiment voyageurs du PLM, fermé et désaffecté, est devenu une habitation privée. C'est un bâtiment avec deux ouvertures et un étage sous une toiture à deux pans.